# Cryptolabis paradoxa
Cryptolabis paradoxa là một loài ruồi trong họ Limoniidae. Chúng phân bố ở miền Tân bắc.